# Datasfera
La datasfera es un concepto multidisciplinario que surgió en la década de 1980. A diferencia de términos como Internet, ciberespacio o metaverso, la datasfera aborda de manera integral la creciente dependencia de las actividades humanas en los datos. Este concepto se relaciona con otros términos como economía de datos, gobernanza de datos y gestión de datos.

## Historia del término
El término "datasfera" ha sido utilizado para definir el espacio digital y la información, especialmente en relación con el flujo de datos y las plataformas digitales. Fue popularizado en la década de 1980 por el teórico de medios Douglas Rushkoff, quien describió la datasfera como el "sistema circulatorio para la información y las ideas" en nuestro entorno natural.
En 2004, el abogado Andrew Updegrove introdujo el concepto de "Esfera de Datos Personal" (PDS, por sus siglas en inglés), inspirado en la Noosfera de Pierre Teilhard de Chardin. Este concepto se refiere a los datos digitales personales, como registros de nacimiento y documentos de planificación patrimonial.

## Usos contemporáneos de la datasfera
La noción de "datasfera" ha sido adoptada para describir el ecosistema digital complejo en el que vivimos, y se utiliza como una metáfora espacial. Por ejemplo, el Centro GEODE estudia la datasfera como un objeto geopolítico y ha desarrollado una cartografía de la datasfera para analizar flujos de datos y redes sociales. Esta metáfora espacial resalta cómo la dataficación reconfigura las relaciones entre territorios institucionales y genera nuevos territorios.

## Problemas actuales relacionados con la datasfera
La datasfera también está presente en áreas como la salud y la agricultura. En el ámbito médico, el concepto se ha utilizado para describir el impacto del Big Data y los dilemas éticos en la medicina. En la agricultura, el concepto se ha empleado para replicar modelos de datos en otros sectores, como los servicios móviles.

## La datasfera y el cambio climático
El cambio climático es otro tema relacionado con la gobernanza de la datasfera. Empresas como Seagate han adoptado modelos sostenibles en la gestión de datos, buscando alcanzar la neutralidad de carbono para 2040. Además, la serie de documentos "Worldwide IDC Global DataSphere Forecast" predice un crecimiento significativo de la datasfera global, lo que subraya la importancia de una gobernanza de datos eficaz.

## Uso de la datasfera en la cultura popular
El término datasfera también ha sido utilizado en la ciencia ficción. Se ha descrito como un entorno virtual en obras como Hyperion de Dan Simmons y Cyberia de Douglas Rushkoff. En estos contextos, la datasfera se percibe como un espacio virtual omnipresente, reflejando la creciente influencia de los datos en la vida moderna.